# セクシータイム・リターン
『セクシータイム・リターン』（Sexy time return）は、FANZAにて2020年9月2日より配信されている配信ドラマ、オリジナルビデオ作品である。

## 概要
靴職人の主人公が同じ時間を繰り返す、タイムパラドックスをテーマとする性愛ドラマ。2020年9月2日に配信及びレンタル開始。FANZA成人映画部門・2020年9月7日週ウィークリー販売ランキング1位。同年10月に竹書房からR-15版がパッケージ発売される。
サブタイトルを含む正式タイトルは『セクシータイム・リターン　貪欲ビンカン美女と時をかける絶頂』。タイトルロゴはナカグロの入らない『セクシータイムリターン』。R-18版配信は主演女優の名を冠した『唯井まひろのグラマラスボディが酔い痴れるエンドレス絶頂性交』であるなど表題タイトルには揺れがある。

## あらすじ
靴職人を目指し修行中の貞雄は、店番をする師匠の娘・結衣に恋心を抱いていた。ある日、結衣が拾った宝くじがから一等当選。しかしお金を手に入れた幸せも束の間、ふとした選択から転げ落ちるように全てを失ってしまう。失意の中で、それでも見守ってくれた結衣とセックスをした瞬間、彼は宝くじを手に入れたその日にタイムリープしていた。誰かが幸せになる未来を手に入れれば、誰かが不幸になる未来が待っている。あの時した選択は正しかったのか。移り気で迷える貞雄は、時間を戻すため結衣と何度も“ヤリ直し”を試みるのだった。

## 登場人物
田中結衣（たなか・ゆい）
演 - 唯井まひろ
田中製靴工房の店員でやすぞうのひとり娘。工房と一体になっている店舗で店番を務めるが、暇であるため宝くじの当落を眺めるのが日課。ある日、拾った宝くじが大当たりしていたことで日常に変化が起きる。マネジメントの才能があり、変化した世界では店舗や貞雄のマネジメントやブッキングを手掛けている。
プロット上では役名が「節子」であったため、この役名で紹介される記事がある。
稲垣貞雄（いながき・さだお）
演 - 橘秀樹
田中製靴工房に勤務する靴職人。当初はアルバイト。のちにシューズ会社オーシューズの代表。10年工房に勤務するが、不器用かつ目移りしやすい性格なため成型職人としてもデザイナーとしても、ひとりの男性としても半人前。才能がないことを自覚しているため、おかしなアイディアが出てきてしまう。結衣とセックスすると宝くじを手に入れたその日にタイムリープしてしまう体質であることに気づく。小百合は専門学校時代の憧れの先輩であったが、当初の世界では小百合のデザインを「めんどくさすぎる」と拒絶、制作に1か月以上かかり信用を失ってしまう。
当初は下手でも懸命な性格であったが、移り気な性格なため、選んだ選択によりキャラクター性が変わっていく。
田中やすぞう（たなか ‐ ）
演 - 森羅万象
田中製靴工房の靴職人。貞雄の師匠。工房で靴を作れるのはやすぞうしかおらず確かな腕を持つが、結衣に継がせることには反対。貞雄の実力は評価していないが、道具を使ってくれることのみを有難がる。足腰が悪く足をひきづっている。
中尾小百合（なかお・さゆり）
演 - 涼宮琴音
受賞歴のある新進気鋭のシューズデザイナーであり、配信女子。昭和っぽいお店があったと田中製靴工房を訪れる。当初は場末と小馬鹿にしていたが、基本的にはエンドユーザーの声が聞きたいゆえの行動であった。一方、テレビ番組で知り合ったなるせからはタレント活動を進められる。
変化した世界ではオーシューズのデザイナーとして貞雄を支える。
宇賀薫（うが・かおる）
演 - 生田みく
元国民的アイドルグループの一員。貞雄の手掛ける靴のイメージモデルを務める。貞雄いわく「烏合の衆の末端」。
なるせけんじ
演 - 梅垣又
タレント靴職人。知名度は高いものの、業界内での評判は良くない。ただし靴への思いは本物であり、テレビに出るのも業界イメージや地位を上げる手段と捉えている。

## スタッフ
- 監督：国沢実
- 製作：高澤吉紀
- プロデューサー：吉田堯（彩プロ）、池田大威（オーパーツ）
- 脚本：高橋祐太、国沢実
- 技術・照明：河中金美
- 撮影：星野洋行
- 撮影助手：小濱匠
- 録音・編集：植田中
- 録音助手：大槻諒並
- ヘアメイク：YURI
- スチール：こくまい太
- 音楽：與語一平
- MA：金子光一
- 製作応援：郡司博史、野間清史
- 撮影協力：マインズ、ディアズグループ、インフィールド、夢工房、永代製作所EVERLASTING、ビースタジオ　滝野川会館、フィグラ、グンジ印刷、トライビジョンプロジェクト
- 制作協力：オーパーツ
- 製作著作：シネポップ